# Jimmy (2024)
Jimmy, soms gestileerd als JIMMY, is een Nederlandse horrorfilm uit 2024 geregisseerd en mede geproduceerd door David-Jan Bronsgeest. De film is gebaseerd op de korte film Meet Jimmy van Bronsgeest uit 2018.

## Verhaal
De film volgt Dilara die, nadat haar jeugdvriendin Jennifer vermoord is, terugkeert naar haar geboortedorp. Daar krijgt Dilara het gevoel dat de beruchte dorpsgek Jimmy wraak wil nemen op haar vriendinnengroep. De problemen beginnen pas echt te komen nadat een true crime-podcast verschijnt met Jimmy zijn stem erin: hoe langer men naar de podcast luistert, hoe groter de kans dat hij achter je aankomt om je te vermoorden.

## Rolverdeling
| acteur                 | personage               |
| ---------------------- | ----------------------- |
| Rick Paul van Mulligen | Jimmy                   |
| Charlie Chan Dagelet   | Maryam                  |
| Sonia Eijken           | Dilara                  |
| Thijs Boermans         | Jason                   |
| Isa Hoes               | Edith                   |
| Richelle Plantinga     | Sharon                  |
| Sophie Bouquet         | Jennifer                |
| Aiko Beemsterboer      | Veronica                |
| Sara Luna Zoric        | Bowie                   |
| Lineke Rijxman         | Farah                   |
| Liciano Rowano         | Gökhan                  |
| Sem de Vlieger         | Kiki                    |
| Thibaud Dooms          | Theo                    |
| Hein van der Heijden   | Rob                     |
| Sara Afiba             | Chloë                   |
| Jord Knotter           | gevangene               |
| Inaya Zarakhel         | eigenaar van wasserette |
| Cynthia Spiering       | techno dj               |
| Joerie Widdershoven    | Raoul                   |

## Achtergrond
De film wordt geregisseerd en mede geproduceerd door David-Jan Bronsgeest. Voor de productie wordt hij bijgestaan door Tim Koomen, die tevens het scenario van de film schreef. De film is gebaseerd op de door Bronsgeest geregisseerde korte film Meet Jimmy uit 2018. Sem de Vlieger en Jord Knotter die beide een rol in de korte film speelde, werken aan deze film ook mee in andere rollen. De opnames van de film gingen in april 2024 van start. Hoofdrollen worden vertolkt door onder anderen Rick Paul van Mulligen, Isa Hoes, Thijs Boermans en Sophie Bouquet.
Op 22 juli 2024 werden de eerste bewegende beelden gedeeld in de vorm van een trailer. Jimmy ging op 16 augustus 2024 in het Koninklijk Theater Tuschinski in Amsterdam in première voor pers en genodigden. Zes dagen later, op 22 augustus 2024, werd de film door Splendid Film landelijk de bioscopen in gebracht voor het grote publiek.
De film werd over het algemeen positief ontvangen bij de recensenten. De Volkskrant gaf de film vier van de vijf sterren en schreef dat de film ongeremd, overtuigend horrorplezier bracht en prees Rick Paul van Mulligen en Isa Hoes voor hun rollen. De Telegraaf die drie-en-een-half sterren toekende schreef dat de logica soms ver te zoeken was maar dat de tweede helft van de film wél de juiste snaar raakte inclusief een paar rake wegkijkmomenten, daarnaast prezen zij eveneens het acteerwerk van Van Mulligen en Hoes. De NRC gaf drie van de vijf sterren en schreef dat cruciale plotpunten onvoldoende aandacht kregen, maar vonden de sfeer aan de andere kant meesterlijk waarbij humor en angst knap gemixt werden.